# Брюквин, Владимир Павлович
Влади́мир Па́влович Брю́квин (22 января 1995, Москва, Россия) — российский хоккеист, нападающий. Мастер спорта России (2023).

## Биография
Родился в Москве, воспитанник хоккейной школы имени А. И. Чернышева. На серьёзном[уточнить] уровне дебютировал в МХЛ в составе ХК МВД. В сезоне 2012/2013 уехал за океан в Главную юниорскую хоккейную лигу Квебека в расположение команды «Римуски», где провел один сезон, после чего вернулся в Россию в родную команду. В сезоне 2014/15 начал привлекаться в клуб ВХЛ «Динамо» (Балашиха) и дебютировал в КХЛ в составе первой команды бело-голубых.
В 2017 году на три недели в составе спортивной роты проходил воинскую службу в армии России, из-за чего был вынужден пропустить две игры «Динамо».

## Статистика
| Легенда | Легенда                    | Легенда | Легенда                   | Легенда | Легенда    |
| ------- | -------------------------- | ------- | ------------------------- | ------- | ---------- |
| И       | Количество проведённых игр | Штр     | Штрафное время            | +/−     | Плюс-минус |
| Г       | Голы                       | П       | Голевые передачи          | О       | Очки       |
| -       | Статистика неизвестна      | —       | Статистика не учитывалась |         |            |